# Angel Densetsu
Angel Densetsu (エンジェル伝説 lit. La leyenda del ángel?), también conocido como Angel Legend o Legend of Angel, es una serie de manga escrita por Norihiro Yagi, la cual fue adaptada al formato OVA y dirigida por Yukio Kaizawa.

## Argumento
Seiichirō Kitano es un joven que acaba de ser transferido a la preparatoria Hekiku. Si bien tiene una personalidad correcta y amable, posee un grave problema: tiene una cara demoníaca.

## Contenido de la Obra

### Manga
Ha sido publicado en la revista Gekkan Shōnen Jump de la editorial Shūeisha entre febrero de 1993 y marzo de 2000. La entrega constó de 15 volúmenes.

### OVA
El OVA ha sido adaptado por el estudio Toei Animation. El mismo constó de 2 episodios.

#### Equipo de Producción
| Equipo de producción | Nombre            |
| -------------------- | ----------------- |
| Director             | Yukio Kaizawa     |
| Guionista            | Naoyuki Sakai     |
| Diseño de personajes | Naoyuki Itō       |
| Director de Arte     | Junichi Taniguchi |
| Productor            | Takehiko Shimazu  |

#### Reparto
| Personaje        | Seiyū Original (Japón) |
| ---------------- | ---------------------- |
| Seiichirō Kitano | Nobuo Tobita           |
| Shuuichi Hayami  | Akio Suyama            |
| Shiraishi        | Hisashi Izumi          |
| Jiro Oshita      | Katsuaki Arima         |
| Goro Tokiyama    | Katsuya Shiga          |
| Takeshi Kojima   | Kazuhiro Nakata        |
| Seikichi Kuroda  | Kōji Ishii             |
| Yuji Takehisa    | Kyōsei Tsukui          |
| Director         | Takaya Hashi           |
| Ryoko Koiso      | Tomo Sakurai           |

#### Banda sonora
- Opening: 転がる石のように por JUN SKY WALKER(S)
- Ending: 忘れないで por JUN SKY WALKER(S)